# Ternana Calcio 1976-1977
Questa voce raccoglie le informazioni riguardanti la Ternana Calcio nelle competizioni ufficiali della stagione 1976-1977.

## Rosa
| N. |                   | Ruolo | Calciatore        |
| -- | ----------------- | ----- | ----------------- |
| -  | Italia (bandiera) | D     | Paolo Agabitini   |
| -  | Italia (bandiera) | C     | Pietro Biagini    |
| -  | Italia (bandiera) | P     | Mauro Bianchi     |
| -  | Italia (bandiera) | C     | Franco Caccia     |
| -  | Italia (bandiera) | C     | Roberto Casone    |
| -  | Italia (bandiera) | D     | Roberto Catterina |
| -  | Italia (bandiera) | D     | Silvio Cei        |
| -  | Italia (bandiera) | C     | Sandro Crivelli   |
| -  | Italia (bandiera) | P     | Graziano De Luca  |
| -  | Italia (bandiera) | D     | Danilo Ferrari    |
| -  | Italia (bandiera) | A     | Paolo Franzoni    |

| N. |                   | Ruolo | Calciatore        |
| -- | ----------------- | ----- | ----------------- |
| -  | Italia (bandiera) | D     | Giovanni Masiello |
| -  | Italia (bandiera) | C     | Denis Mendoza     |
| -  | Italia (bandiera) | C     | Luciano Miani     |
| -  | Italia (bandiera) | C     | Odilio Moro       |
| -  | Italia (bandiera) | A     | Franco Pezzato    |
| -  | Italia (bandiera) | D     | Gianfranco Platto |
| -  | Italia (bandiera) | D     | Angelino Rosa     |
| -  | Italia (bandiera) | C     | Paolo Rosi        |
| -  | Italia (bandiera) | C     | Giuseppe Valà     |
| -  | Italia (bandiera) | A     | Bruno Zanolla     |

## Risultati

### Serie B

#### Girone di andata
| 26 settembre 1976 1ª giornata | Ternana | 2 – 0 | Palermo |  |

| 3 ottobre 1976 2ª giornata | Como | 2 – 1 | Ternana |  |

| 10 ottobre 1976 3ª giornata | Ternana | 3 – 1 | Atalanta |  |

| 17 ottobre 1976 4ª giornata | SPAL | 4 – 0 | Ternana |  |

| 24 ottobre 1976 5ª giornata | Ternana | 2 – 0 | Sambenedettese |  |

| 31 ottobre 1976 6ª giornata | Rimini | 0 – 0 | Ternana |  |

| 7 novembre 1976 7ª giornata | Ternana | 0 – 0 | Novara |  |

| 14 novembre 1976 8ª giornata | Lecce | 1 – 0 | Ternana |  |

| 21 novembre 1976 9ª giornata | Pescara | 3 – 1 | Ternana |  |

| 28 novembre 1976 10ª giornata | Ternana | 2 – 3 | Lanerossi Vicenza |  |

| 5 dicembre 1976 11ª giornata | Ternana | 1 – 2 | Monza |  |

| 12 dicembre 1976 12ª giornata | Modena | 1 – 1 | Ternana |  |

| 19 dicembre 1976 13ª giornata | Ternana | 0 – 1 | Brescia |  |

| 2 gennaio 1977 14ª giornata | Ternana | 1 – 0 | Taranto |  |

| 9 gennaio 1977 15ª giornata | Cagliari | 3 – 0 | Ternana |  |

| 16 gennaio 1977 16ª giornata | Ternana | 1 – 2 | Varese |  |

| 23 gennaio 1977 17ª giornata | Ascoli | 2 – 0 | Ternana |  |

| 30 gennaio 1977 18ª giornata | Ternana | 1 – 1 | Catania |  |

| 6 febbraio 1977 19ª giornata | Avellino | 0 – 1 | Ternana |  |

#### Girone di ritorno
| 13 febbraio 1977 20ª giornata | Palermo | 1 – 1 | Ternana |  |

| 20 febbraio 1977 21ª giornata | Ternana | 0 – 0 | Como |  |

| 27 febbraio 1977 22ª giornata | Atalanta | 2 – 0 | Ternana |  |

| 6 marzo 1977 23ª giornata | Ternana | 0 – 1 | SPAL |  |

| 13 marzo 1977 24ª giornata | Sambenedettese | 2 – 0 | Ternana |  |

| 20 marzo 1977 25ª giornata | Ternana | 0 – 0 | Rimini |  |

| 27 marzo 1977 26ª giornata | Novara | 1 – 2 | Ternana |  |

| 3 aprile 1977 27ª giornata | Ternana | 2 – 0 | Lecce |  |

| 10 aprile 1977 28ª giornata | Ternana | 0 – 0 | Pescara |  |

| 17 aprile 1977 29ª giornata | Lanerossi Vicenza | 0 – 0 | Ternana |  |

| 24 aprile 1977 30ª giornata | Monza | 2 – 0 | Ternana |  |

| 1 maggio 1977 31ª giornata | Ternana | 1 – 0 | Modena |  |

| 8 maggio 1977 32ª giornata | Brescia | 1 – 1 | Ternana |  |

| 15 maggio 1977 33ª giornata | Taranto | 3 – 1 | Ternana |  |

| 22 maggio 1977 34ª giornata | Ternana | 1 – 2 | Cagliari |  |

| 29 maggio 1977 35ª giornata | Varese | 2 – 1 | Ternana |  |

| 5 giugno 1977 36ª giornata | Ternana | 3 – 2 | Ascoli |  |

| 12 giugno 1977 37ª giornata | Catania | 0 – 1 | Ternana |  |

| 19 giugno 1977 38ª giornata | Ternana | 1 – 0 | Avellino |  |

## Statistiche

### Statistiche di squadra
| Competizione | Punti | In casa | In casa | In casa | In casa | In casa | In casa | In trasferta | In trasferta | In trasferta | In trasferta | In trasferta | In trasferta | Totale | Totale | Totale | Totale | Totale | Totale | DR  |
| Competizione | Punti | G       | V       | N       | P       | Gf      | Gs      | G            | V            | N            | P            | Gf           | Gs           | G      | V      | N      | P      | Gf     | Gs     | DR  |
| ------------ | ----- | ------- | ------- | ------- | ------- | ------- | ------- | ------------ | ------------ | ------------ | ------------ | ------------ | ------------ | ------ | ------ | ------ | ------ | ------ | ------ | --- |
| Serie B      | 32    | 19      | 8       | 5       | 6       | 21      | 15      | 19           | 3            | 5            | 11           | 11           | 30           | 38     | 11     | 10     | 17     | 32     | 45     | -13 |
| Coppa Italia | 3     | 2       | 0       | 1       | 1       | 2       | 3       | 2            | 1            | 0            | 1            | 2            | 2            | 4      | 1      | 1      | 2      | 4      | 5      | -1  |
| Totale       |       | 21      | 8       | 6       | 7       | 23      | 18      | 21           | 4            | 5            | 12           | 13           | 32           | 42     | 12     | 11     | 19     | 36     | 50     | -14 |

### Statistiche dei giocatori
| Giocatore    | Serie B  | Serie B | Serie B     | Serie B    | Coppa Italia | Coppa Italia | Coppa Italia | Coppa Italia | Totale   | Totale | Totale      | Totale     |
| Giocatore    | Presenze | Reti    | Ammonizioni | Espulsioni | Presenze     | Reti         | Ammonizioni  | Espulsioni   | Presenze | Reti   | Ammonizioni | Espulsioni |
| ------------ | -------- | ------- | ----------- | ---------- | ------------ | ------------ | ------------ | ------------ | -------- | ------ | ----------- | ---------- |
| P. Agabitini | 2        | 0       | ?           | ?          | -            | -            | -            | -            | 2        | 0      | 0+          | 0+         |
| P. Biagini   | 32       | 3       | ?           | ?          | 4            | 0            | ?            | ?            | 36       | 3      | ?           | ?          |
| M. Bianchi   | 9        | -9      | ?           | ?          | 1            | -2           | ?            | ?            | 10       | -11    | ?           | ?          |
| F. Caccia    | 27       | 1       | ?           | ?          | 3            | 0            | ?            | ?            | 30       | 1      | ?           | ?          |
| R. Casone    | 27       | 3       | ?           | ?          | -            | -            | -            | -            | 27       | 3      | 0+          | 0+         |
| R. Catterina | 13       | 0       | ?           | ?          | 2            | 0            | ?            | ?            | 15       | 0      | ?           | ?          |
| S. Cei       | 3        | 0       | ?           | ?          | -            | -            | -            | -            | 3        | 0      | 0+          | 0+         |
| S. Crivelli  | 20       | 0       | ?           | ?          | 4            | 0            | ?            | ?            | 24       | 0      | ?           | ?          |
| G. De Luca   | 30       | -36     | ?           | ?          | 3            | -3           | ?            | ?            | 33       | -39    | ?           | ?          |
| D. Ferrari   | 27       | 0       | ?           | ?          | 3            | 0            | ?            | ?            | 30       | 0      | ?           | ?          |
| P. Franzoni  | 21       | 1       | ?           | ?          | -            | -            | -            | -            | 21       | 1      | 0+          | 0+         |
| G. Masiello  | 33       | 0       | ?           | ?          | 4            | 0            | ?            | ?            | 37       | 0      | ?           | ?          |
| D. Mendoza   | 24       | 3       | ?           | ?          | 4            | 2            | ?            | ?            | 28       | 5      | ?           | ?          |
| L. Miani     | 13       | 0       | ?           | ?          | -            | -            | -            | -            | 13       | 0      | 0+          | 0+         |
| O. Moro      | 23       | 0       | ?           | ?          | 4            | 0            | ?            | ?            | 27       | 0      | ?           | ?          |
| F. Pezzato   | 26       | 7       | ?           | ?          | 4            | 1            | ?            | ?            | 30       | 8      | ?           | ?          |
| D. Pierini   | -        | -       | -           | -          | 4            | 0            | ?            | ?            | 4        | 0      | 0+          | 0+         |
| G. Platto    | 25       | 0       | ?           | ?          | 2            | 0            | ?            | ?            | 27       | 0      | ?           | ?          |
| A. Rosa      | 30       | 6       | ?           | ?          | -            | -            | -            | -            | 30       | 6      | 0+          | 0+         |
| P. Rosi      | 10       | 0       | ?           | ?          | 3            | 0            | ?            | ?            | 13       | 0      | ?           | ?          |
| G. Valà      | 25       | 0       | ?           | ?          | 2            | 0            | ?            | ?            | 27       | 0      | ?           | ?          |
| B. Zanolla   | 34       | 5       | ?           | ?          | 2            | 1            | ?            | ?            | 36       | 6      | ?           | ?          |